# سواحل نورتون (میشیگان)
سواحل نورتون، میشیگان (به انگلیسی: Norton Shores, Michigan) یک شهر در ایالات متحده آمریکا با جمعیت ۲۳٬۹۹۴ نفر است که در میشیگان واقع شده‌است.

## موقعیت جغرافیایی
موقعیت جغرافیایی شهرها و مناطق اطراف به شرح زیر است: